# Hydaticus guignoti
Hydaticus guignoti är en skalbaggsart som beskrevs av Gschwendtner 1938. Hydaticus guignoti ingår i släktet Hydaticus och familjen dykare. Inga underarter finns listade i Catalogue of Life.